# Taripo
Taripo (en griego: Θαρύπας) fue un rey de los molosos, padre de Alcetas I y ancestro de Alejandro Magno. En su juventud residió y recibió educación en Atenas. A su regreso organizó el reino bajo unas nuevas leyes e introdujo un senado y unos magistrados anuales para regirlo. Destacó por acercar Epiro hacia la civilización helénica.
El historiador griego Tucídides lo menciona en su Historia de la Guerra del Peloponeso.